# St. Michael am Bruckbach
St. Michael am Bruckbach ist eine Ortschaft und eine Katastralgemeinde der Gemeinde St. Peter in der Au im Bezirk Amstetten in Niederösterreich.

## Geschichte
Laut Adressbuch von Österreich waren im Jahr 1938 in der Ortsgemeinde St. Michael ein Binder, drei Gastwirte, ein Gemischtwarenhändler, ein Glaser, ein Landesproduktehändler, drei Mühlen, ein Sägewerk, ein Schmied, ein Tischler, ein Viehhändler, ein Wagner und zahlreiche Landwirte ansässig.
In der Bogenmühle nordwestlich von St. Michael waren gegen Ende des Zweiten Weltkrieges 23 ungarische Juden zur Zwangsarbeit einquartiert, die von der Familie Schmid, den Besitzern der Bogenmühle, vor dem Erschießen gerettet wurden. Nach Einlangen des Befehls, die Juden vom Volkssturms erschießen zu lassen, wurde ein Erdkeller gegraben, in dem die Juden bis zum Kriegsende ausharren konnten.

## Siedlungsentwicklung
Zum Jahreswechsel 1979/1980 befanden sich in der Katastralgemeinde St. Michael am Bruckbach insgesamt 176 Bauflächen mit 70403 m² und 120 Gärten auf 467785 m², 1989/1990 waren es 175 Bauflächen. 1999/2000 war die Zahl der Bauflächen auf 451 angewachsen und 2009/2010 waren es 276 Gebäude auf 470 Bauflächen.

## Öffentliche Einrichtungen
In St. Michael gibt es einen Kindergarten.

## Landwirtschaft
Die Katastralgemeinde ist landwirtschaftlich geprägt. 853 Hektar wurden zum Jahreswechsel 1979/1980 landwirtschaftlich genutzt und 147 Hektar waren forstwirtschaftlich geführte Waldflächen. 1999/2000 wurde auf 825 Hektar Landwirtschaft betrieben und 186 Hektar waren als forstwirtschaftlich genutzte Flächen ausgewiesen. Ende 2018 waren 810 Hektar als landwirtschaftliche Flächen genutzt und Forstwirtschaft wurde auf 188 Hektar betrieben. Die durchschnittliche Bodenklimazahl von St. Michael am Bruckbach beträgt 31,4 (Stand 2010).

## Kultur und Sehenswürdigkeiten
- Katholische Pfarrkirche St. Michael am Bruckbach Mariä Flucht